# Manu Payet
Pour les articles homonymes, voir Payet.
Emmanuel Payet, dit Manu Payet, né le 22 décembre 1975 à Saint-Denis de La Réunion, est un humoriste, acteur, réalisateur, scénariste et animateur de radio et de télévision français.

## Biographie

### Révélation comme animateur (2000-2008)
Emmanuel Xavier Payet, dit Manu Payet, occupe d'abord l'antenne de la radio NRJ Réunion, à l'invitation de Sébastien Folin. Il rejoint ensuite la métropole, NRJ Paris lui ayant proposé un poste d'animateur sur la station de radio nationale. Il débute avec la tranche midi – 16 heures en septembre 2000, pour ensuite animer la libre antenne du soir My NRJ, de 19 heures à minuit en septembre 2001 puis, en mars 2002, Le match NRJ de 19 heures à 20 heures. En septembre 2002, il rejoint l'équipe d'humoristes du 6/9, la matinale de la station de radio NRJ, avec laquelle il enregistre des parodies donnant lieu à un album, RN 6-9, en novembre 2002, puis C'est commerçant en novembre 2004. Il coanime alors aux côtés de Bruno Guillon avec Philippe Lelièvre, Arnaud Lemort et Henri Delorme puis Florian Gazan.
En 2006, « Manos », comme le surnomment ses compères du 6/9, décide de quitter Le 6/9 pour entamer une carrière d'animateur télé et d'humoriste, ne pouvant plus continuer à se réveiller à 5 heures pour animer l'émission. En septembre 2007, il fait son retour sur NRJ où il anime le morning chaque dimanche de 7 heures à 10 heures, Le Sunday Fraise, aux côtés de Mathieu Oullion. L'émission disparaît à la rentrée suivante.
Il s'aventure aussi à la télévision pour des apparitions dans des émissions de parodies : en 2003, il fait partie de l’équipe des parodies télé de la chaîne Comédie ! (Bad People, Starloose Academy et d’autres personnages dans La Téloose), en 2005 il anime Le Soiring de TPS Star sur TPS Star, en 2006 il collabore avec M6 pour présenter Manu et Bruno sont dans la télé. Toutes ces émissions de parodies ont été faites avec Bruno Guillon.
Début 2007, il participe à l'émission On a tout essayé de Laurent Ruquier sur France 2. En septembre 2007, il devait rejoindre l'équipe du Grand Journal de Michel Denisot sur Canal+. En fait, il retrouve Laurent Ruquier en décembre 2008, en tant que chroniqueur récurrent d'On va s'gêner, son émission sur Europe 1.
Il co-écrit parallèlement certains sketchs des Petites Annonces d'Élie, d'Élie Semoun (Élie annonce Semoun : la Suite de la suite). Il y interprète également plusieurs personnages.

### Stand-up et seconds rôles au cinéma (2007-2013)

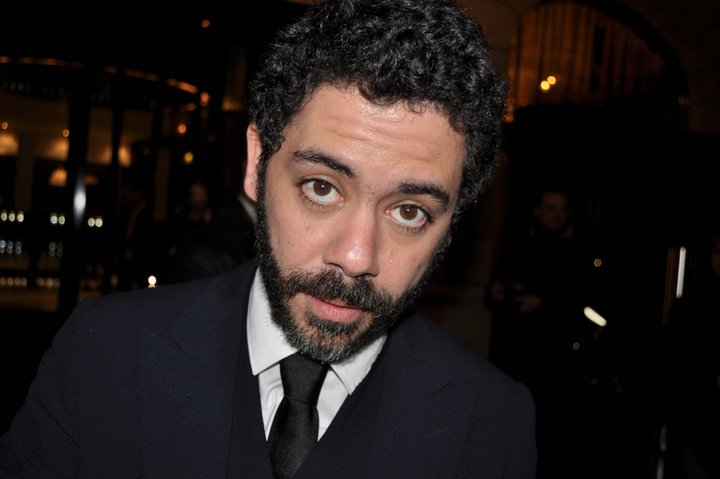
Manu Payet en 2011 à la des César.

Il fait son premier one man show intitulé Manu Payet au Splendid[réf. nécessaire] au théâtre du Splendid en 2007, puis au Bataclan en avril 2008, et à l'Olympia en décembre 2008. Le spectacle est co-écrit avec Philippe Mechelen qui le met en scène et est produit par Dominique Farrugia. L'humoriste y raconte sa vie après avoir quitté la Réunion, son échec amoureux, sa peur de l'avion, sa passion pour la radio et bien d'autres sujets encore.
Depuis cette même année, il prête sa voix au héros de la franchise d'animation Kung Fu Panda, le panda Po.
Il revient à la télévision en 2009 le temps d'une apparition en tant que vedette invitée dans le Livre VI de la série télévisée Kaamelott, dans le rôle de Verinus.
Durant la seconde moitié des années 2000, il enchaîne les seconds rôles dans des comédies françaises populaires entre 2006 et 2011, il parvient à participer à trois œuvres attendues en 2012, tous des films de bandes : le film à sketch-es Les Infidèles, aux côtés de Jean Dujardin et Gilles Lellouche ; suivi de [réf. nécessaire] Radiostars de Romain Lévy ; et enfin la comédie Nous York d'Hervé Mimran et de Géraldine Nakache, le second essai du tandem gagnant de Tout ce qui brille.

### Réalisateur et tête d'affiche comique (2014-2019)

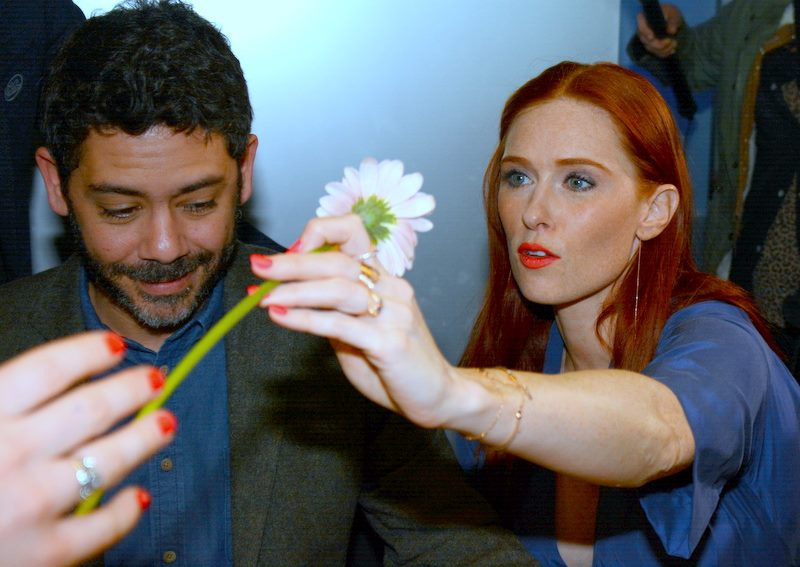
L'acteur à l'ouverture du Printemps du cinéma 2014, aux côtés d'Audrey Fleurot.

Il revient en 2014 en tête d'affiche de son premier film en tant que co-réalisateur, la comédie romantique Situation amoureuse : C'est compliqué. Pour l'occasion, il est aussi pour la première fois tête d'affiche.
L'année suivante, il tente de s'affirmer comme premier rôle, pour deux projets différents : le buddy-movie avec la comédie Les Gorilles, où il donne la réplique à Joey Starr ; puis joue,[réf. nécessaire] dans un registre plus dramatique, dans Un début prometteur d'Emma Luchini. Les deux films se classent parmi les plus gros flops de l'année 2015, avec respectivement 151 500 et 82 600 entrées.
Clovis Cornillac lui confie un petit rôle dans son propre premier essai en tant que réalisateur dans la comédie romantique Un peu, beaucoup, aveuglément, qui fonctionne correctement.
En 2016, il partage l'affiche de la comédie dramatique Tout pour être heureux, avec Audrey Lamy, qu'il avait croisée dans Tout ce qui brille.
La même année, il prépare son retour sur scène, tout en travaillant comme réalisateur de son deuxième film.
Durant l'année 2017, il joue le one-man-show Emmanuel sur scène. Ce spectacle reçoit une nomination au Molière 2018 du meilleur spectacle d'humour, face à Jérôme Commandeur, Jamel Debbouze, Blanche Gardin et Fabrice Éboué.
Le 2 mars 2018, il est le maitre de cérémonie de la 43e cérémonie des César. La même année, il partage l'affiche d'une nouvelle comédie potache, Budapest, avec Jonathan Cohen. Il y incarne Vincent, un homme d'affaires pas comme les autres.
L'année 2019 est marquée par la sortie d'une nouvelle comédie chorale, Selfie, où il côtoie Blanche Gardin, Max Boublil ou encore Elsa Zylberstein.

### Retour en radio (2020-2022)
À la rentrée 2020, il fait son retour à la radio en réveillant les auditeurs de Virgin Radio : il prend les rênes du Virgin Tonic en remplacement de Camille Combal.
Le 24 mai 2022, il annonce quitter Virgin Radio, afin de se reconcentrer vers sa première activité : la scène. Son one-man-show sera proposé au public dès 2023.

### Une Bande de Potes et Un Spectacle (2022-2025)
À la rentrée 2022, il crée avec ses co-animateurs de Virgin Radio (Mélanie Angélie, Ginger, Nicolas Richaud et Clément Lanoue) un podcast Radio Paillettes. Devenus une bande de potes, ils continuent à se marrer en partageant leurs délires avec leurs auditeurs, surnommée « Les Paillettes », via des épisodes hebdomadaires.
En même temps, il joue son nouveau one-man-show Emmanuel 2 dans toute la France. Ce spectacle reçoit une nomination au Molière 2023 de l'humour et un Auguste de l'humour en Février 2025.
En 2024, Manu Payet rejoint France Inter pour les fêtes avec une émission quotidienne du lundi 30 décembre au vendredi 3 janvier 2025 à 17h : « Studio Paillettes »

### Vie privée
Né à La Réunion, Emmanuel Payet est l'aîné d'une fratrie de trois enfants, avec un père cadre chez Air France et une mère infirmière enseignante,. Il est envoyé à 15 ans en pensionnat en Afrique du Sud.
En avril 2007, il est en couple avec l'actrice Géraldine Nakache qu'il épouse le 10 septembre 2009 jusqu'au divorce en juin 2011.
Depuis 2014, il est en couple avec une architecte d'intérieur prénommée Pauline. En janvier 2017, il devient père pour la première fois d'une fille prénommée Jonie.

## Théâtre
- 2008 : Manu Payet au Bataclan
- 2010 : Audition de Jean-Claude Carrière, mise en scène Bernard Murat, Théâtre Édouard VII
- 2016 : Manu Payet rode son spectacle (Emmanuel)
- 2017 : Emmanuel
- 2023 : Emmanuel 2

## Filmographie
Sauf indication contraire, les informations mentionnées dans cette section peuvent être confirmées par les bases de données cinématographiques IMDb et Allociné,  présentes dans la section « Liens externes ».

### Acteur

#### Cinéma
- 2006 : Comme t'y es belle ! de Lisa Azuelos : Apparition
- 2008 : Hello Goodbye de Graham Guit : Shapiro
- 2009 : Coco de Gad Elmaleh : Steve Elbaz
- 2009 : R.T.T. de Frédéric Berthe : Serkine
- 2010 : Tout ce qui brille de Géraldine Nakache et Hervé Mimran : Éric
- 2010 : L'amour, c'est mieux à deux de Dominique Farrugia : Vincent
- 2011 : Les Aventures de Philibert, capitaine puceau de Sylvain Fusée : Martin
- 2011 : Et soudain, tout le monde me manque de Jennifer Devoldère : Atom
- 2012 : Les Infidèles d'Emmanuelle Bercot, Fred Cavayé, Alexandre Courtès, Jean Dujardin, Michel Hazanavicius, Éric Lartigau et Gilles Lellouche : Simon
- 2012 : Radiostars de Romain Levy : Alex
- 2012 : Nous York d'Hervé Mimran et de Géraldine Nakache : Michael
- 2013 : Juliette de Pierre Godeau : Oscar
- 2014 : Situation amoureuse : C'est compliqué de Manu Payet et Rodolphe Lauga : Benjamin Riviere
- 2015 : Les Gorilles de Tristan Aurouet : Walter
- 2015 : Un peu, beaucoup, aveuglément de Clovis Cornillac : Caissier Picard
- 2015 : Un début prometteur d'Emma Luchini : Martin
- 2016 : Tout pour être heureux de Cyril Gelblat : Antoine
- 2017 : Sous le même toit de Dominique Farrugia : Nico
- 2017 : Boule et Bill 2 de Pascal Bourdiaux : voix de Bill
- 2017 : Gangsterdam de Romain Levy : Mishka
- 2018 : Budapest de Xavier Gens : Vincent
- 2019 : Selfie de Thomas Bidegain, Marc Fitoussi, Tristan Aurouet, Cyril Gelblat et Vianney Lebasque : Romain
- 2023 : Astérix et Obélix : L'Empire du Milieu de Guillaume Canet : Ri Qi Qi
- 2023 : Hawaii de Mélissa Drigeard : Thomas
- 2023 : Wahou ! de Bruno Podalydès : Monsieur Gratte
- 2025 : Banger de So Me

#### Télévision
- 2013 : Le Débarquement, émission à sketchs diffusée sur Canal+
- 2009 : Déformations professionnelles
- 2009 : Kaamelott (Livre VI) d'Alexandre Astier : Verinus
- 2013 : Hero Corp (saison 3)
- 2015 : Peplum (série) de Philippe Lefebvre
- 2016 : Damoclès de Manuel Schapira (de) : Paul
- 2017 : Holly Weed (série OCS) de Laurent de Vismes
- 2022 : Tous Inconnus  de Nicolas Hourès :  Lui-même
- 2024 : Terminal : Bienvenue à l'aéroport (série télévisée, Canal+) de Jamel Debbouze : Chris
- 2025 : Super Mâles (série télévisée, Netflix) de Noémie Saglio et Olivier Rosemberg : Tom
- 2025 : Le Sens des choses de Keren Ben Rafael : Ilan

#### Clips
- Calogero et Stanislas : La Débâcle des sentiments
- Kery James : Désolé
- Baster : Lèv

#### Doublage
- 2006 : L'Âge de glace 2 : le vautour solitaire
- 2006 : Happy Feet : Nestor
- 2008 : Kung Fu Panda : Po le Panda
- 2011 : Kung Fu Panda 2 : Po le Panda
- 2013 : Boule et Bill : Bill
- 2016 : Kung Fu Panda 3 : Po le Panda
- 2017 : Boule et Bill 2 : Bill
- 2019 : L'Illusion verte
- 2024 : Kung Fu Panda 4 : Po

### Scénariste
- 2014 : Situation amoureuse : C'est compliqué de lui-même et Rodolphe Lauga
- 2018 : Budapest de Xavier Gens

### Réalisateur
- 2014 : Situation amoureuse : C'est compliqué, coréalisé avec Rodolphe Lauga

## Distinctions

### Récompenses
- Festival international du film de comédie de l'Alpe d'Huez 2014 : Grand Prix pour Situation amoureuse : C'est compliqué
- Festival du film de Cabourg 2016 : Swann d'or du meilleur acteur pour Tout pour être heureux
- Cérémonie des Auguste : Auguste du spectacle d'humour de l'année 2025

### Nominations
- Molières 2018 : Molière de l'humour
- Molières 2023 : Molière de l'humour pour Emmanuel 2